# Скобелев парк
„Скобелев парк“ в Плевен е създаден през 1904 г. от Комитет „Цар Освободител Александър II“ в памет на загиналите руски герои в боевете на 30 август 1877 г.
Обявен за защитена територия като историческо място със заповед 257 на Министерството на горите и горската промишленост и на основание чл. 20 и 22 от Закона за защита на природата, брой 37 на „Държавен вестник“ от 1969 г. Статутът му остава непроменен цели 35 години. След дълги дебати, дискусии и заседания на комисии на местно и национално ниво през 2004 г. със заповед на министъра на околната среда и водите Долорес Арсенова от 2 юли „Скобелев парк“ е заличен от държавния регистър на защитените територии като историческо място. Мотивите са, че защитените местности представляват естествени природни образувания, а Скобелевият парк е направен от човешка ръка.
Той и Мъртвата долина обаче все още фигурират съответно под номера 4 и 170 в списъка на историческите паметници от Руско-турската Освободителна война 1877/78 г., обнародван в „Държавен вестник“, бр. 93 от 2 декември 1969 г. Те попадат под закрилата на Закона за паметниците на културата и музеите, който в продължение на 35 години е променян и допълван многократно, но без измененията да касаят двете плевенски местности.
Паркът след това преминава в разпореждане на министъра на земеделието и горите Нихат Кабил, вече като част от Държавния поземлен фонд, чийто принципал е министърът. Статутът на някогашните защитени територии е определен от министерството като „пасища“.